# Chuarrancho
Chuarrancho (Chuarrancho: del kakchikel significa Frente al rancho) es un municipio del departamento de Guatemala que se encuentra en la región metropolitana de la República de Guatemala.

## Historia
El territorio de Chuarrancho no tiene una fecha exacta de fundación, se sabe que apareció como aldea en el censo realizado por el Instituto Nacional de Estadística en 1880, como aldea de San Pedro Sacatepéquez con 1,123 habitantes. Por una orden presidencial del General Justo Rufino Barrios el 4 de marzo de 1884, Chuarrancho asciende a la categoría de municipio, pero como no se contaba con un acuerdo gubernativo que amparara legalmente esta disposición, a la muerte del general Barrios fue erogada aquella disposición con el Acuerdo Gubernativo del 20 de marzo de 1886, anexándolo como aldea del municipio de San Pedro Sacatepéquez nuevamente.
Por acuerdo del 6 de octubre de 1899, la aldea Chuarrancho deja de ser jurisdicción de San Pedro Sacatepéquez y se anexa a San Raymundo, comienza entonces una disputa entre San Raymundo y San Pedro Sacatepéquez por la aldea Chuarrancho hasta el 30 de noviembre de 1899 fue declarado municipio oficial del departamento de Guatemala aunque todavía hay dudas si su verdadera fundación pues existe un acuerdo con fecha 9 de febrero de 1909 en que fue anexado a San Raymundo como aldea, algunos sostienen que su declaración definitiva como municipio fue el 5 de junio de 1909, pero al parecer en esos años hubo un vacío legal y realmente no se archivó algún acuerdo que ampare y respalde dicha fecha. Véase la historia del municipio de Chuarrancho y compárelo con la siguiente página web.

## Ubicación
El municipio de Chuarrancho se encuentra localizado a 36 kilómetros de la ciudad capital. Al norte se localiza El Chol y Salamá municipios del departamento de Baja Verapaz, al este San Raymundo, al oeste San José del Golfo y al sur San Pedro Ayampuc y Chinautla.

## Economía
Los productos de la agricultura son las bases del comercio que el municipio tiene ya que de allí es donde se obtienen las ventas y el trabajo de muchos pobladores.

### Agricultura
Aunque se ha declarado que algunos terrenos del municipio no son aptos para cultivos los demás terrenos son muy bien aprovechados y los cultivos son muy abundantes para la población. Entre los cultivos más abundantes están:
- Maíz
- Frijol
- Maicillo
- Tomate
- Café
- Berro
- Güisquil

### Productos
Se aprovechan las diferentes especies de árboles que existen en el municipio y también los diferentes elementos que sirven para la elaboración de prendas típicas de vestir y también productos para el mantenimiento del hogar. Entre los productos de madera se extraen:
- El carbón
- La leña

Entre los productos de barro están:
- Comales
- Alcántaras

Entre las prendas típicas que elaboran están:
- Tejidos típicos

### Cacería
Existen zonas especiales para que los pobladores pueden cazar animales y también existen zonas de pesca en los ríos que rodean al municipio.

## Aldeas de Chuarrancho
Actualmente el municipio de Chuarrancho tiene las siguientes aldeas:
Chiquín (cuenta con los caseríos: El Naranjito, La Tejera, La Laguna -Los Figueroa-, y Los Mangales), Santa Bárbara Lo de Lac (Cuenta con los caseríos: Las Cruces y Los Suruy), La Ceiba (cuenta con los caserios: Los Hernández, El Pescadito y El Tablón), Rincón Grande (Cuenta con los caseríos: Los Ajcuc y San Pedrito), Trapiche Grande (cuenta con los caserios: Los Mangales y El Algodón), El Castaño (cuenta con los caserios: El Amatillo y Los Xuyá), El Conacaste, San Buenaventura (Cuenta con los caseríos: San Bernardo y El Limón), Santa Catarina (cuenta con el caserío El Regadillo), El Salitre y Los Olotes.

## Aldea Chiquín
Aldea cercana a la cabecera municipal de Chuarrancho, situada al noreste, a una distancia de cuatro kilómetros en camino asfaltado. Sus coordenadas son las siguientes: 1190 m s. n. m., latitud 14°50′10″, longitud 90°29′30″.
El origen de esta aldea es desconocida, pero en la remedida de las tierras del pueblo de San Pedro Sacatepéquez realizado por los años de 1739, por el Ingeniero don Julián de Reyna, se menciona el lugar denominado La Loma de Chiquín y también de la cuesta de Chiquín, pero no hay información que asegure que ya estaba habitado.
En el censo de 1880, no aparece ninguna información todavía sobre este lugar, pero ya en el año de 1883 se mencionaba como aldea Chiquín, jurisdicción de San Raymundo, con vecinos en su mayoría ladinos procedentes de las aldeas del Ciprés, Vuelta Grande y del Carrizal, del pueblo de San Raymundo; que habían emigrado a la finca San José Trapiche Grande en busca de trabajo, pero años más tarde con el fin de asegurar un lugar donde vivir de una forma más digna con sus familias, se establecieron en el paraje de Chiquín.
Esta aldea pasó a jurisdicción del Pueblo de Chuarrancho por el año de 1913, aunque no hay un Acuerdo Gubernativo que lo ratifique. No se sabe cuándo es que se dio el proceso de la mezcla de las dos culturas que actualmente viven en esta aldea, la cultura indígena y la ladina. Según el censo nacional de población de 1994, de los 842 habitantes que tenía esta aldea, 502 eran indígenas y 340 ladinos.
Situada en el terreno del pueblo de Chuarrancho, que midió el ingeniero José Montúfar en los años de 1889, actualmente los vecinos tienen sus propiedades inmuebles con certificaciones extendidas por la municipalidad local. Según el censo del año de 1973 esta aldea contaba con dos caseríos que fueron: La Tejera y Santa Bárbara Lo de Lac. Actualmente cuenta con los caseríos: El Naranjito, Pila Seca y el paraje Los Xot.

## Caseríos de la aldea chiquín

### Caserío La Tejera
Situada a 2 kilómetros al oeste-sureste de la aldea, actualmente en carretera asfaltada. Sus coordenadas son: 900 metros, Sobre Nivel del Mar, latitud 14°50′47″, longitud 90°29′2″. Según lo publicado en el censo de 1973: tenía 47 habitantes: 26 hombres, 21 mujeres; alfabetos 3, indígenas 28.
En los años sesenta y setenta en el lugar en donde se ubica el campo de fútbol de la aldea Chiquín, se extraía tierra para fabricar adobe y también tejas. En ocasiones las tejas se fabricaban en ese mismo lugar por las personas que las necesitaban; y estando secas y listas se las llevaban para techar sus casas.
Este terreno en mención es propiedad de la Autoridad Auxiliar de la Aldea Chiquín, por esta razón cualquier persona podía sacar dicho material con solo pedir el permiso respectivo.

### Escuela La Tejera
Durante muchos años los niños de los sectores de La Tejera y La Laguna han realizado el esfuerzo de caminar entre uno a dos kilómetros para asistir a la escuela de Chiquín, pero nació la iniciativa de crear una Escuela Primaria en el Cantón de La Tejera. Esta escuela se encuentra en terreno donado por la Alcaldía Auxiliar de esta aldea.
Iniciaron las clases en el año 2009 en una edificación provisional y no fue hasta febrero del  2012 cuando se inauguró el edificio que ocupa actualmente. Fue autorizada por el Ministerio de Educación el 30 de enero de 2009.

### Caserío Santa Bárbara Lo de Lac
Por mucho tiempo fue caserío de la aldea Chiquín y en ese tiempo los vecinos de este caserío ejercían su servicio, como miembros de las autoridades auxiliares de dicha aldea hasta que por el año de 1989, se constituyó y erigió como aldea.

### Caserío El Naranjito
Localizado a unos 500 metros al Noroeste del centro de la aldea Chiquín, el terreno donde se ubica es demasiado inclinado; de muy difícil acceso y en los límites de la finca San José Trapiche Grande. Su nombre se deriva del nombre del ojo de agua de donde se abastecen los pobladores, que se encuentra al noroeste y a unos trescientos metros del poblado y se llama “El Naranjito”. En la aldea Chiquín otros conocen a este caserío con el nombre de “Las Joyas”.

### Caserío La Pila Seca
En oficio número 71 de fecha 12 de enero de 1959 de la Dirección General de Cartografía, se le pedía un reporte a la Municipalidad de Chuarrancho sobre sus aldeas y caseríos. En el informe remitido, “La Pila Seca” oficialmente era caserío de la aldea Trapiche Grande. También se le tomaba en cuenta de la misma manera de parte del Instituto Geográfico Nacional IGN, en varios documentos oficiales. En las últimas actualizaciones que ha realizado el INE se lo ha considerado como caserío de la Aldea Chiquín.
Este caserío se encuentra a unos 5 kilómetros por vereda al oeste de la aldea Trapiche Grande y a unos 6 kilómetros por vereda al nornoroeste de la Aldea Chiquín, ubicado dentro de la finca San José Trapiche Grande, su población lo constituyen los colonos de dicha finca y por lo tanto no tienen terrenos propios. Sus coordenadas según el IGN son los siguientes: a unos 1000 m s. n. m., latitud 14°51′0″, longitud 90°29′58″. Según el censo nacional de 1994, el INE reportó que este caserío tenía 70 habitantes: 37 hombres, 33 mujeres; de los cuales 32 eran indígenas y 38 ladinas, una persona era alfabeta.
En este caserío aún se pueden observar casitas de bajareque con techo de lámina zinc. Han hecho corrales de varas amarradas con pita o alambre de amarre, para su crianza informal de gallinas, chompipes, patos, cerdos, etc. Algunos de los habitantes de este caserío han emigrado a las cercanías de la Aldea Chiquín, sobre todo al caserío El Naranjito. Todos sus habitantes son indígenas. Algunos concuerdan que es el poblado con la gente más pobre de todo el municipio.

### Escuela de Chiquín
La aldea Chiquín cuenta con una Escuela Oficial Rural Mixta para Nivel Primaria que fue fundada el 5 de febrero de 1884, mediante un Acuerdo Gubernativo cuando la aldea aún estaba en jurisdicción del Pueblo de San Raymundo. Al parecer la municipalidad de este pueblo, había construido un edificio para este fin, como lo reza el acuerdo de su creación.
La escuela no era más que la de Trapiche Grande que por razones geográficas se trasladó a Chiquín por ser más céntrico, entre Chuarrancho y la mencionada aldea. Dotada en sus inicios con la cantidad de quince pesos mensuales, no se tiene conocimiento si en esta escuela se impartió el grado denominado Castellanización.

### Instituto Nacional de Educación Básica de Telesecundaria
El Instituto Nacional de Educación Básica INEB, de Telesecundaria Chiquín, surge debido a la gran necesidad de atender las necesidades educativas de la Aldea Chiquín, esta empezó a funcionar el 16 de marzo de 2009, con primero básico.
La modalidad del Instituto Nacional de Educación Básica de Telesecundaria corresponde a dos aspectos centrales: atender la demanda de educación secundaria en esta área rural y mejorar la calidad educativa a través de propuestas metodológicas innovadoras.

### Servicio de Salud
El 29 de mayo de 1973 se inauguró un Puesto de Salud de parte del Ministerio de Salud Pública y Asistencia Social. Primeramente se instaló en un edificio provisional que se comenzó a construir el 23 de diciembre de 1972.